# Arbanasi (grup etnic)
Arbanasi (în dialectul arbanasi, Arbëneshë) este o comunitate de origine albaneză din regiunea Zadar din Croația, care în mod tradițional vorbesc  dialectul arbanasi⁠(d) al albanezei gheg. Numele lor înseamnă albanezi în croată și este și toponimia primei așezări de arbanasi în regiune, astăzi o suburbie a orașului Zadar. În literatura albaneză, ei sunt numiți și „albanezii din Zadar” (Arbëreshët e Zarës).

## Răspândire
Astăzi, comunitatea este răspândită în toată Croația. Primele lor așezări au fost Arbanasi din Zadar și unele sate din jurul Zadarului, anume Zemunik, Dračevac, Crno, Ploča etc. Fostul sat își trage numele de la fondatorii săi albanezi. Se știe că arbanasi s-au stabilit în zonă în cursul a două perioade diferite de migrație; prima în 1655 și a doua în 1726-33. Acești coloniști s-au declarat membri ai clanului Kastrioti⁠(d), unul dintre numeroasele clanuri cunoscute a fi existat în nordul Albaniei.

## Istoria
Arbanasi (Арбанаси) este un vechi etnonim pe care slavii de sud îl foloseau pentru albanezi, încă din Evul Mediu. Originea arbanasilor croați este în regiunea Krajina, Muntenegru⁠(d) (în albaneză Krajë) din satele Briska (Brisk), Šestan (Shestan), Livari (Ljare), și Podi (Pod) aflate astăzi în sudul Muntenegrului. Toți locuitorii satului Pod au migrat în 1726, lăsând satul complet abandonat. Ruinele caselor vechi se mai găsesc în zonă și astăzi.  Ei proveneau din hinterland, fapt demonstrat de numele de pești care provin din croată. Această populație a migrat în Croația de azi în două perioade diferite, prima în 1655 la Pula, Istria și apoi în 1726–27 și 1733, în zona Zadar, cu susținerea și organizarea arhiepiscopului de Zara Vicko Zmajević⁠(d) și a Republicii Venețiene care dorea să repopuleze zona rurală din jurul Zadarului.
A doua migrație la Zadar a fost în 1733, și în documentul din 11 martie 1735 sunt listate 28 de familii și unii membri: Nicolo Andre, Crasto Covac, Marco Giocca, Giocca Gionon, Giocca Giuchin, Stjepo Gjuri, Stiepo Luco, Prento Kneunichi, Lecca Marco, Prento Marcov, Paolo Marussich, Mar Mazia, Marco Nicadobrez, Pema Nichin, Nicolo Pantov, Marco Pertu, Frane Popovich, Paolo Prendi, Nicola Rose, Rado Ruco, Gen Sperc, Prento Stani, Vuco Tamartinovich, Vuksa Tancovich, Pietro Tioba, Andrea Toma, Capitano Nicolo Vlagdan i Jovan Vucin. Ei purtau nume de familie cum ar fi Duka (Duca), Prema (dispărut), Mazija (Mazia), Cotić (ramură dispărută a familiei Mazija), Marušić, Ratković, Krstić, Stipčević, Mužanović (inițial numiți Kovač), Maršan, Vladović (Vlagdan), Ugrin, Luco, Relja (ramură a familiei Vladović), Nikpalj, Musap (ramură a familiei Duka), Morović (din Petani), Prenđa (Prendi), Gjergja (Đerda), Tokša, Tamartinović, precum și trei familii muntenegrene: Zanković, Popović și Škopelja. Alte nume de familie sunt Dešpalj, Kalmeta, Karuc (Karuz), Kotlar, Jelenković, Jović, Perović, Vukić și Ćurković.
În același timp, familiile vorbitoare de dialect čakavian⁠(d) din Kukljica, Ugljan⁠(d), și zona Zadar, s-au stabilit printre arbanasi, între care se numărau familiile: Bajlo, Dadić, Tomas, Ćućula, Matešić, Matijaš, Bulić, Banić, Smolčić, Grdović, Zubčić, Ljubičić, Labus, care în cele din urmă s-au integrat în comunitățile de arbanasi, într-atât încât au ajuns să fie considerați ei înșiși arbanasi.
Biserica lor, Sfânta Maria din Loreto, a fost construită în 1734, și sfințită în 1737.
Toate aceste grupuri au fost integrate în sfera socială și economică a Dalmației venețiene⁠(d), dar ele și-au păstrat limba, obiceiurile și cântecele. Mai întâi, comunitatea albaneză a lucrat la asanarea mlaștinilor din preajma așezării lor, care era inițial o insulă, astăzi legată de continent, și apoi au primit în arendă terenuri pentru cultivare. Guvernul venețian s-a ocupat de construcția multor case și, la început, chiar de hrănirea locuitorilor.
Din 1901, arbanasi au și o școală albaneză și în 1910 James Vuçani a promovat și organizat Asociația Italo-Albaneză.
După al Doilea Război Mondial, mulți arbanasi din satul Borgo Erizzo⁠(d) au emigrat în Italia, după anezarea iugoslavă a Zadarului. Astăzi, în Croația trăiesc circa 4000 de arbanasi.